# رموز بلغاريا
رموز بلغاريا أو رموز بلغاريا الوطنية  هي الرموز التي تستخدم في بلغاريا وفي الخارج لتمثل البلاد وشعبها.تتخذ هذه الرموز أشكالًا مادية ومعنوية، وكل رمز منها يحمل دلالة ومعنى لتمثل الدولة وتميزها عن غيرها من الدول.

## قائمة رموز بلغاريا

### علم بلغاريا

علم بلغاريا.

اُعتمد «علم بلغاريا» الحالي في عام 1881 بعد الحرب الروسية التركية حيث نالت بلغاريا استقلالها، ويتكون من 3 ألوان موضوعة بشكل أفقي وهي الأبيض والأخضر والأحمر، والجدير ذكره أن العلم البلغاري مشابه للعلم الإيراني لكن بعكس اللونين الأخضر والأبيض مكان بعضيهما البعض.

### شعار بلغاريا

شعار بلغاريا.

«شعار بلغاريا» يتكون من صورة أسد على درع أحمر غامق؛ وفوق الدرع التاج التاريخي البلغاري. يدعم الدرع أسدان متوجان؛ تحت الدرع قاعدة على شكل أغصان سنديان وشريط أبيض مكتوب عليه الشعار الوطني «الوحدة تولد القوة».

### نشيد بلغاريا

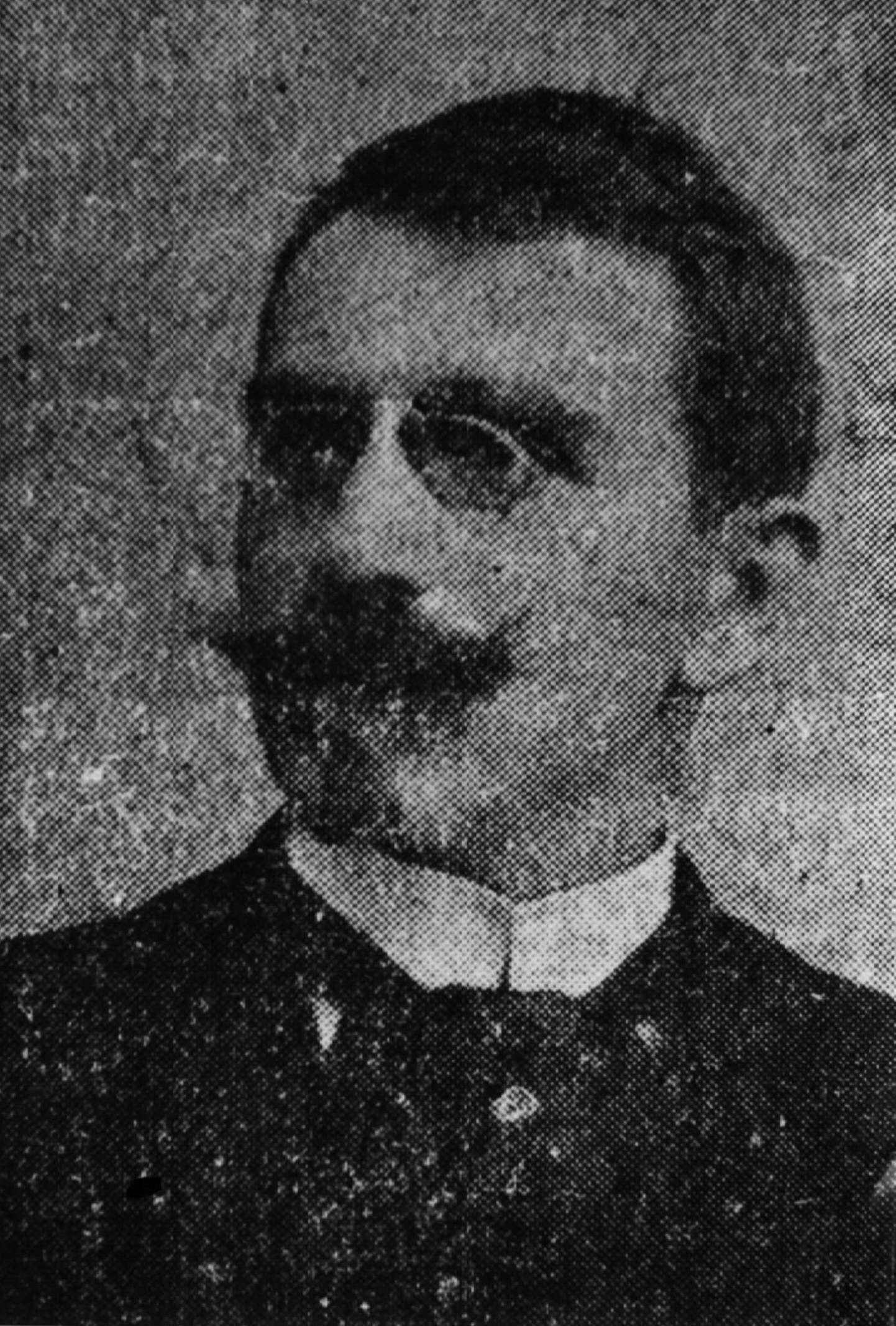
تسفيتان رادوسلافوف، واضع كلمات النشيد الوطني البلغاري.

«ميلا رودينو» (بالبلغارية: Мила Родино، وتعني «موطني العزيز») هو النشيد الوطني الحالي لبلغاريا منذ سنة 1963.
أُخذت موسيقى وكلمات النشيد من أغنية «غوردا ستارا بلانينا»، التي ألفها ولحنها تسفيتان رادوسلافوف (1863 ـ 1931) لدى سفره لخوض الحرب الصربية البلغارية سنة 1885، ونقح لحنها المؤلف الموسيقي دوبري هريستوف سنة 1905. وقد عُدلت كلمات النشيد عدة مرات، كان آخرها سنة 1990.

### عملة بلغاريا
«الليف البلغاري» (بالبلغاريّة: български лев) هي العملة الرسميّة لبلغاريا، رمزها (лв أو MDL) ويصدرها مصرف بلغاريا الوطني، الليف البلغاري الواحد مقسمّ إلى مئة ستاتينكي (بالبلغاريّة: стотинки) وسعر صرفها كل دولار أمريكي = 1,4667 ليف بلغاري، أصدرت هذه العملة أول مرّة في عام 1881، ومن المقرر الاستغناء عن الليف البلغاري بعد انضمام بلغاريا للنظام النقدي الأوروبي واستخدامها للعملة الأوروبية الموحدة اليورو عام 2013.